# Hästskotjärnen (Föllinge socken, Jämtland, 708205-142262)
Hästskotjärnen är en sjö i Krokoms kommun i Jämtland och ingår i Indalsälvens huvudavrinningsområde. Sjön har en area på 0,347 kvadratkilometer och ligger 470,1 meter över havet.

## Delavrinningsområde
Hästskotjärnen ingår i det delavrinningsområde (708317-142177) som SMHI kallar för Utloppet av Stor-Djupvattnet. Medelhöjden är 524 meter över havet och ytan är 28,11 kvadratkilometer. Räknas de 6 avrinningsområdena uppströms in blir den ackumulerade arean 71,23 kvadratkilometer. Skärvångsån (Djupvattsån) som avvattnar avrinningsområdet har biflödesordning 3, vilket innebär att vattnet flödar genom totalt 3 vattendrag innan det når havet efter 297 kilometer. Avrinningsområdet består mestadels av skog (66 procent) och sankmarker (17 procent). Avrinningsområdet har 2,25 kvadratkilometer vattenytor vilket ger det en sjöprocent på 8 procent.